# Recrecimiento de la presa de Yesa
El recrecimiento de la presa de Yesa es un proyecto de ingeniería hidráulica que trata de la realización de una nueva presa para el embalse de Yesa, en España, pasando de la actual capacidad de 446,86 hm³ (en ocasiones se da la cifra de 488,10 hm³) a una capacidad de 1525 hm³ (tres veces la actual), hasta una cota de 521 m s. n. m. y alcanzando una superficie inundada de 4084 ha (el doble que la actual), convirtiendo el embalse de Yesa en un embalse plurianual y posibilitando el incremento de áreas de regadíos en las zonas de Bardenas y la comarca zaragozana de Cinco Villas.

## El embalse de Yesa
El embalse de Yesa está situado en el Pirineo y se forma con el represamiento del río Aragón, en la población navarra de Yesa (España). Está situado en el noroeste de la provincia aragonesa de Zaragoza y en el noreste de la Comunidad Foral de Navarra. En su mayor parte inunda tierras de la llamada Canal de Berdún, en la comarca aragonesa de la Jacetania desarrollándose en los términos municipales de Sigüés, Ruesta, Escó y Tiermas. Es conocido con el sobrenombre de Mar de los Pirineos y se encuentra a la entrada de los mismos. De él nace el canal de Bardenas que trasvasa agua hasta la zona de la Ribera al sur de Navarra y riega las Bardenas Reales y la comarca zaragozana de Cinco Villas. Sus aguas también tienen como finalidad el abastecimiento y la generación eléctrica.
Tiene una capacidad de 446,86 hm³ (también se suele dar la cifra de 488,10 hm³), alcanzando las siguientes cotas: mínima, 435,00 m; coronación, 490,00 m; aliviadero, 482,61 m y cota de máximo embalse normal (N.M.N) de 488,61 m. La longitud de la cola del embalse es de 10 km con anchuras que varían entre 1 y los 2,5 km. Ocupa una superficie de 1900 ha.
Se inauguró en 1960 y provocó el abandono de varios pueblos: Ruesta, Tiermas y Escó con una población afectada de más de 1500 personas. Colateralmente, por la expropiación y plantación de pino para evitar el colmatado del embalse, se vieron afectados aguas arriba los pueblos de Larrosa, Villanovilla, Bescós de Garcipollera, Bergosa, Acín de Garcipollera, y Yosa de Garcipollera en el valle de la Garcipollera, perteneciente hoy en día al término municipal de Jaca y Cenarbe en Villanúa Se inundaron 2408 hectáreas de tierras de cultivo, de las que 1000 eran de muy buena calidad agrícola.

## Historia
En los años 70 del siglo XX surge el planteamiento de una nueva regulación de la cuenca del Aragón y del Irati, después de diversas propuestas se adopta la del regrecimiento de la presa de Yesa. En 1983 se terminó el proyecto de recrecimiento del pantano de Yesa que pretende lograr un nuevo embalse con una capacidad de 1.525 hm³ (el triple que la actual) haciendo del mismo un embalse hiperanual (que su ciclo es superior a una campaña). El área inundada aumenta a 4.084 ha (el doble de la superficie aceptada, 2400 ha más) inundándose 1.560 ha de secano y 193 de regadío. La cota sube de los 489 m a los 528 m. Este proyecto, elaborado por la Confederación Hidrográfica del Ebro, fue remitido el 4 de junio de 1984 a la Dirección General de Obras Hidráulicas para su estudio pero fue desestimado.
Diez años más tarde del término del proyecto, en 1993, después de sufrir algunas modificaciones surge el Proyecto Modificado 03/1993, que mantiene unas características técnicas similares al anterior con una cota de recrecimiento de 521 m y volumen de agua embalsada de 1.525 hm³. La justificación del recrecimiento esta en el mantenimiento de los regadíos actuales y futuros, así como el abastecimiento de agua potable a Zaragoza y su entorno y mantenimiento de concesiones y del caudal ecológico del río Aragón. El recrecimiento conllevaría la desaparición del núcleo urbano de Sigüés y las expropiaciones de importantes superficies de los municipios de Artieda y Mianos.
En 1992 se declaran por el Real Decreto Ley 3/1992, de 22 de mayo (RCL 1992, 1192), las obras del recrecimiento de la presa de Yesa como de "interés general" incluyéndose en el Pacto del Agua de Aragón el 7 de julio de 1992 y es recogida como obra prioritaria en el Plan de Hidrológico de la Cuenca del Ebro que fue aprobado el 24 de julio de 1998. Mediante la Ley 10/2001, de 5 de julio de 2001 se incluyó en el Plan Hidrológico Nacional.
La Comunidad General de Regantes del Canal de las Bardenas estima para la consolidación de la superficie regable de Bardenas es imprescindible el recrecimiento de la presa de Yesa. Desde 1997 realiza diferentes intervenciones tendentes a acelerar la ejecución del proyecto.
La autoría del proyecto de recrecimiento recayó en la empresa Euroestudios, S.A.. Como medida de presión la CGR del Canal de Bardenas decide el 30 de noviembre de 1998 "oponerse al abastecimiento de la ciudad de Zaragoza con aguas del embalse de Yesa, hasta tanto en cuanto no se recrezca Yesa".
En 1993 se realiza el Estudio de Impacto Ambiental sin que se llegara a emitir la Declaración de Impacto Ambiental. El 23 de abril de 1999 se publica en el B.O.E. la resolución del Ministerio de Medio Ambiente en la que se formula la declaración de impacto ambiental referente al recrecimiento, aunque sin indicar si ésta es positiva o negativa, algo totalmente irregular para una DIA. En ella se admiten grandes impactos tanto ambientales como a Bienes de Interés Cultural como el Camino de Santiago del que se inundaría 22 km de Ruta Jacobea y la inundación del pueblo de Sigüés y las mejores tierras de cultivo de los pueblos de Artieda y Mianos.
El 8 de junio de ese mismo año salen a concurso las obras. Se adjudican el 24 de enero de 2001 a una UTE formada por Ferrovial-Agromán, FCC Construcción y ACS Proyectos, Obras y Construcciones, esta última dirigida por Florentino Pérez. 
El recrecimiento encuentra una gran contestación social en los pueblos afectados mientras que en los beneficiados por el incremento de la superficie de regadío se apoya el mismo. Las obras comenzaron en mayo de 2001, aunque se han visto afectadas por problemas en la consolidación de la orilla izquierda, en donde aparecieron en 2004 grietas de gran tamaño y en 2006 se produjo un deslizamiento de tierras 3,5 millones de metros cúbicos que amenaza con caer al vaso del embalse. En 2007 se reabren grietas y agujeros y la pista que recorre la ladera izquierda se derrumba.
El 4 de enero de 2011 se publica en el Boletín Oficial del Estado (BOE) la adjudicación de trabajos auxiliares y no contemplados en el proyecto de recrecimiento por un importe de 24.209.381 euros a la Unión Temporal de Empresas constituida por ACS Proyectos Obras y Construcciones S.A., Ferrovial Agroman S.A. y FCC Construcción. Estos trabajos consisten en, estabilización de la margen derecha de la presa y mejora de la impermeabilización y drenaje del mismo del apoyo del estribo derecho, incrementando de esta forma la seguridad de la zona; acondicionamiento del terreno para el camino de acceso a la coronación por la margen izquierda; construcción de 1.580 metros de construcción auxiliar del Canal de Bardenas; reposición de la acometida eléctrica de alimentación al presa y regeneración vegetal mediante el extendido de tierra vegetal y la posterior hidrosiembra.

### Finalidad del recrecimiento
Los objetivos buscados con el recrecimiento de la presa de Yesa son: crear 48.000 ha nuevas de regadío en Bardenas y en comarca de Cinco Villas, consolidar la superficie regable de Bardenas, a la vez que la capacidad del nuevo Yesa permitiría que fuera un embalse hiperanual y no anual lo que permitiría trasvasar aguas a otras cuencas; abastecer a Zaragoza y construir 2 centrales hidroeléctricas con una potencia de 89 MW.
Estos objetivos iniciales se han modificado en el tiempo. Así, las previsiones de regadío han sido significativamente rebajadas por el Plan Nacional de Regadíos, descartando la puesta en marcha del sector Bardenas III, estando prevista la ejecución de sólo 6.045 ha hasta el año 2008 y un máximo de 9.918 ha en un horizonte sin determinar. Por otra parte, el abastecimiento de agua potable a Zaragoza ha sido desvinculado del recrecimiento de Yesa por el Gobierno de España con la construcción del embalse de La Loteta, con una capacidad de 120 hm³, realizado con subvenciones procedentes de la Unión Europea.

### La oposición al recrecimiento y sus afecciones
Desde que en 1983 se hiciera público el plan de recrecimiento de la presa de Yesa, que pretende la construcción de una nueva presa que doblaría en altura a la actual y que triplicaría la capacidad actual del pantano pasando de los 490 hm³; a 1.500 hm³;, se han llevado a cabo diferentes de oposición a la obra por parte de diferentes asociaciones de afectados encabezadas por la Asociación Río Aragón y COAGRET, junto con asociaciones ecologistas como Ecologistas en Acción, Greenpeace, SEO/BirdLife, WWF/Adena, AEMS-Ríos con Vida, Amigos de la Tierra y que conforman la plataforma "Yesa No", se oponen al mismo. La oposición ha llegado incluso a tribunales donde se han abierto cinco acciones judiciales, 3 contenciosos administrativos, una querella criminal contra tres ex altos cargos del Ministerio de Medio Ambiente y 1 denuncia por destrucción de Patrimonio Histórico-Artístico en referencia al Camino de Santiago que también ha sido denunciado ante la Unesco. En estas acciones han participado significativamente los ayuntamientos de Jaca y Artieda.
Todas las sentencias han fallado en contra de los denunciantes dando vía libre a la construcción de la nueva presa.

#### Afecciones al medio natural
Los organismos y asociaciones opuestas al recrecimiento del pantano señalan que la elevación de la cota de coronación hasta los 528 m conllevaría graves afectaciones en los pueblos del valle. El casco urbano de Sigüés quedaría inundando y se perderían una superficie de tierras de labor importante, 1.560 ha de secano y 193 de regadío de este municipio y los de Artieda y Mianos. La Foz de Sigües (espacio protegido) se vería afectada al inundarse en gran parte y se afectarían las sierras de Leyre, Orba e Illón, además del LIC "Río Aragón", en el que destaca la desaparición de 771 ha de arbolado, especialmente 69 ha de vegetación de ribera entre las que están los "salguerales" ([saucedas]) de la desembocadura del Esca y del Aragón. 
La inundación del antiguo desprendimiento en la ladera izquierda, en donde ya han aparecido grandes grietas, pone en peligro la integridad física de la actual presa. Existe un informe de 1999 realizado por los doctores en geología Antonio Casas Sainz y Mayte Rico, del departamento de Geología de la Universidad de Zaragoza, que señala la existencia de riesgo de rotura de la presa. Según estos mismos autores, el aumento de volumen embalsado aumentaría el riesgo de terremotos en toda la Canal del Berdún, zona de actividad sísmica conocida. El Profesor de Investigación del CSIC, Pedro Montserrat, también ha alertado de la peligrosidad de la ladera.

#### Afecciones al patrimonio
Así mismo los opositores al proyecto indican que parte del patrimonio monumental del valle, atravesado por el Camino de Santiago se vería afectado.

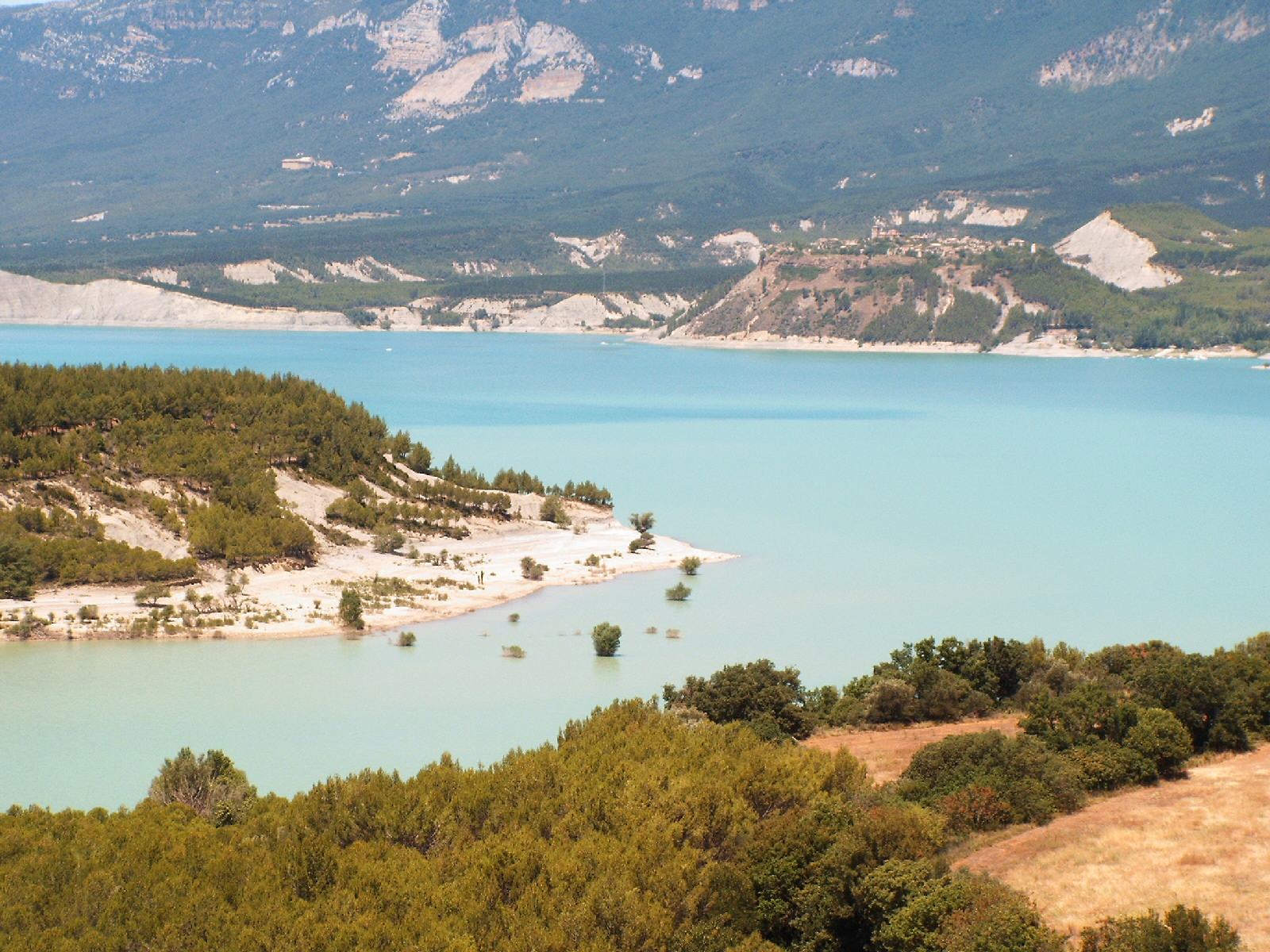
Embalse de Yesa.

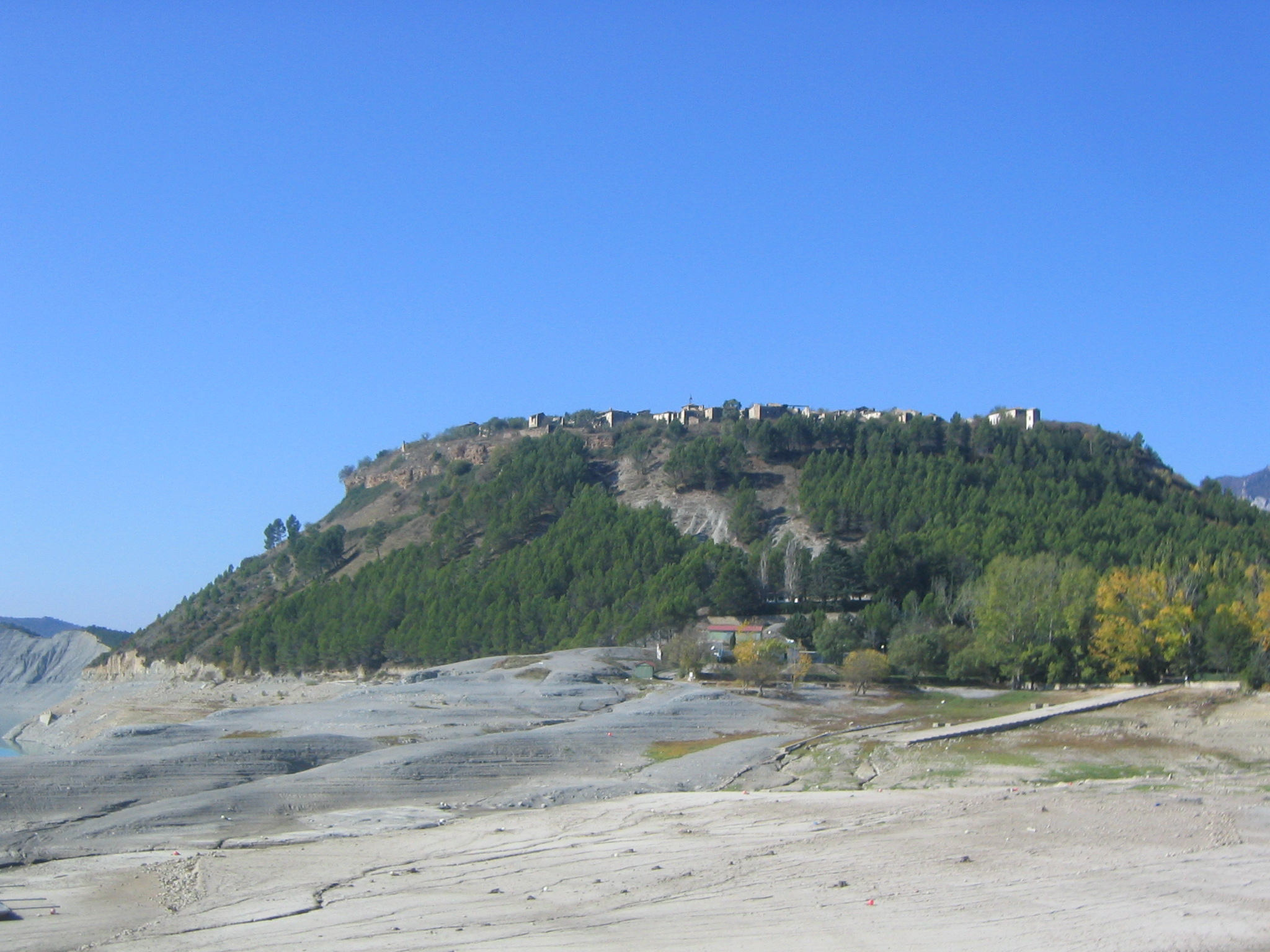
Vista general de Tiermas.

El recrecimiento afectaría gravemente a los siguientes monumentos:
En Artieda.
- Villa romana y poblado medieval de Corrales de Villarués.
- Villa romana de Rienda.
- Villa romana de Viñas de Sastre.
- Poblado romano de Forau de la Tuta y Campo del Royo.
- Ermita de San Pedro del siglo XVIII.

Esco.
- Villa romana.

Ruesta.
- Ermita románica de San Jacobo y restos arqueológicos de su necrópolis.
- Ermita románica de San Juan Bautista.
- Fuente de Santiago.
- Puente medieval.
- Necrópolis de Arroyo Vizcarra.
- Necrópolis y yacimiento romanos de Ruesta.

Sigüés
- Torre del de castillo medieval.
- Muralla.
- Iglesia románica de San Esteban.
- Hospital de Santa Ana del siglo XVI.
- Ermita de San Juan Bautista.

Tiermas.
- Baños termales de época romana, que quedarían inaccesibles.

Camino de Santiago
- 15 km del ramal Sigüés-Esco-presa.
- 7 km del ramal Artieda-Ruesta.[15]

#### Problemas geológicos del recrecimiento
Así mismo los contrarios al recrecimiento hacen hincapié en los problemas geológicos que se han venido produciendo históricamente y que según ellos podrían poner en peligro la presa recrecida o dificultarían la constricción de la nueva. 
Recuerdan que con la puesta en funcionamiento del actual embalse, en 1960 se produjo un deslizamiento en el estribo derecho de la presa que obligó a desviar la carretera y a desmontar un gran talud. Hoy en día dicho estribo sigue teniendo problemas pues se ha localizado la existencia de filtraciones que pondrían en peligro la cimentación de la presa nueva.
Pero los problemas geológicos más importantes se localizan en la ladera izquierda, con la existencia de un paleodeslizamiento de 14 hm³, en el paraje de "La Refaya", que corre riesgo de movilizarse si se recrece la presa. 
Además, durante los trabajos de construcción de un vertedero en la pista de la margen izquierda, se produjo en agosto de 2006 un deslizamiento de 3,5 millones de metros cúbicos de tierra que amenazan con caer al agua y provocar una ola tipo tsunami que rebase la presa, con consecuencias catastróficas para los habitantes del Sangüesa (3900 habitantes). La Confederación Hidrográfica del Ebro (CHE) mantuvo este hecho oculto hasta que hizo público en febrero de 2007 un informe que reconocía el deslizamiento. Durante el verano de 2007 se abren
nuevas grietas y socavones en la zona, y más tarde la pista queda inutilizada por un gran movimiento de tierras. A la vista de lo sucedido y de la incapacidad de la CHE para solucionar el problema, el Ministerio de Medio Ambiente decide sacar a licitación a finales de 2007 la realización de estudios geológicos de las laderas que durarán al menos un año.
Relación histórica de los deslizamientos acontecidos.
- Paleodeslizamiento de la Refaya. Antiguo movimiento de ladera de unos 14 hm³, actualmente fosilizado, situado cerca del estribo izquierdo, pero con riesgo de movilizarse si se recrece Yesa.[13]

- Deslizamiento de 1930. El 13 de noviembre de 1928 comienzan las obras de construcción de la actual presa. En 1930 se cae la ladera derecha mientras se excavaba el estribo.

- Inestabilidad de los aliviaderos de la presa 1957-1958. El terreno donde se han construido los aliviaderos obliga a realizar más sondeos y a inyectar cemento en los cimientos. Por su volumen, la obra tuvo que sacarse a concurso en el BOE del 16 de septiembre de 1957, y fue adjudicada en el BOE del 6 de marzo de 1958.

- Deslizamiento de 1960. A raíz del llenado del embalse y su posterior desembalse, se reactiva el deslizamiento de 1930. Se movilizan 60.000 m³ de tierra que afecta a la carretera recién construida, lo que obliga a realizar un nuevo trazado.

- Deslizamiento de 1964. Durante unas lluvias la ladera derecha se vuelve a venir a bajo.

- Deslizamiento del 30 de noviembre de 2003. Mientras se excava el estribo de la ladera izquierda aparece una grieta de 4 m de ancho y otros 4 m de profundidad, así como deslizamientos de tipo flexual toppling de 45 m por 60 m.

- Deslizamiento de febrero de 2004. La excavación del talud de la ladera derecha reactiva los deslizamientos de 1930 y 1964.

- Deslizamiento de julio de 2006. La presión ejercida por la instalación de un vertedero en la margen izquierda, provoca el deslizamiento de 3,5 millones de metros cúbicos de tierra.

- Deslizamiento de verano de 2007. En julio de 2007 se repiten las grietas y deslizamientos de 2006 en la ladera izquierda.
- Deslizamiento en 2013 que obliga el desalojo de una urbanización de Yesa.

### Juicios penales relacionados con el recrecimiento
El 16 de mayo de 2006 el Tribunal Superior de Justicia de Madrid rechaza todos los cargos que el ayuntamiento de Artieda había interpuesto contra seis responsables del proyecto del recrecimiento de Yesa (Presidente y Director Técnico de la CHE, director general de Obras Hidráulicas y directora general de Calidad Ambiental del Ministerio de Medio Ambiente e ingeniero de Bardenas de la CHE) todos los acusados son absueltos de los cargos. La sentencia número 43/2006 relativa al Procedimiento abreviado número 5/2005 falla de la siguiente forma: 

Que debemos absolver y absolvemos a Patricia, Lucio, Gonzalo, Rubén, Darío, y Rafael de los delitos de prevaricación, riesgo catastrófico, negociaciones y actividades prohibidas a los funcionarios, contra el patrimonio histórico y arqueológico, contra los recursos naturales y el medio ambiente y falsedad en documento público, de los que han sido acusados.

El Tribunal Superior de Justicia dejaba claro que los implicados no buscaban beneficio ya que la decisión del recrecimiento fue una decisión tomada por las Cortes Generales y para la realización del proyecto se han realizado todos los estudios necesarios para medir los posibles riesgos de la presa afirmando textualmente que "No cabe hablar de falta de estudios de seguridad o de impacto ambiental".
La denuncia se había hecho seis años antes y la sentencia fue recurrida tal y como anunciaron el mismo día el Ayuntamiento de Artieda y la Asociación Río Aragón. El 9 de abril de 2007 el Tribunal Supremo desestima el recurso haciendo firme la sentencia de mayo del 2006 y declarando, definitivamente, inocentes a todos los acusados. En el fallo de la sentencia número 268/2007 de 9 de abril correspondiente al Recurso de Casación número 1874/2006 dice 

Que debemos declarar y declaramos no haber lugar al recurso de casación que, por vulneración de precepto constitucional, quebrantamiento de forma e infracción de Ley, ha interpuesto el Ayuntamiento de Artieda contra la sentencia absolutoria dictada el 16.5.2006 ( ARP 2006, 328) , por la Audiencia Provincial de Madrid, Sección quinta, en proceso seguido por delitos de prevaricación y otros.

La resolución del 27 de noviembre de 2007 de la Audiencia Nacional sobre el recurso n.º 121/01 que había interpuesto el Ayuntamiento de Artieda y la Asociación Río Aragón contra las decisiones del Ministerio de Medio Ambiente desestima dicho recurso dando vía libre a la obra. Junto al ministerio eran demandadas las siguientes organizaciones: las Comunidades Generales de Bardenas, Riegos del Alto Aragón y la UTE de empresas constructoras adjudicatarias del concurso de obra. El fallo de la misma dice textualmente; 

DESESTIMAR el recurso Contencioso-Administrativo interpuesto por el ayuntamiento de Artieda de Aragón (Zaragoza) y la Asociación legal contra el recrecimiento del embalse de Yesa "RÍO ARAGÓN" representados por el Procurador D. Isacio Calleja García contra las resoluciones del Ministerio de Medio Ambiente de fechas 12 y 20 de diciembre de 2000; sin imposición de costas.

En esta sentencia los puntos denunciados son, uno por uno, desestimados. 
El tribunal entiende que las irregularidades administrativas que pudieron suceder durante la tramitación del proyecto fueron subsanadas por el Ministerio y que los expedientes y contrataciones son correctos y que mejora en el aspecto de compensación a los afectados mediante la incorporación de un proyecto de Restitución Territorial se estima que no hubo prevaricación ya que la sentencia del Tribunal Supremo de abril del 2006 absolvía a todos los funcionarios y altos cargos del Ministerio de Medio Ambiente.
Las obras están dentro de los Planes Hidrológicos Nacional, del Ebro, de regadíos y del Pacto del Agua de Aragón. Es una obra de interés general y su dimensión se estima correcta para sus fines (riegos, abastecimiento Zaragoza, laminación avenidas, refuerzo eje del Ebro, caudal ecológico, etc.).
Se han realizado las pruebas y ensayos pertinentes y legales para garantizar la seguridad de la presa por lo que se descartan los riesgos geológicos denunciados. Se afirma que las pruebas y estudios realizados califican la zona como de baja intensidad.
La afectación ecológica, en especial por la ZEPA y monumental y cultura debida al Camino de Santiago quedan desestimadas al consideran correcta la tramitación medioambiental y señalar que la ZEPA fue aprobada en el año 2001 cuando ya existía el proyecto de recrecimiento (este se había aprobado en el año 2000). En cuanto a la afectación cultural y monumental se recoge que el proyecto ha tenido en cuenta todas las alegaciones realizadas por el Gobierno de Aragón además de las propias y que el Tribunal Superior de Justicia de Aragón en sentencia del 12 de diciembre de 2002 declara que el proyecto de recrecimiento de Yesa es de interés superior al del Camino de Santiago y por lo tanto prevalece frente a él.

### Alternativas

#### Alternativa sostenible al recrecimiento
En 2004, la Fundación Nueva Cultura del Agua presenta una alternativa sostenible al recrecimiento de Yesa que ofrece una garantía de suministro aceptable a los requerimientos agrarios de Bardenas, presentes y futuros, más económica, con menor impacto medioambiental y que genera una menor conflictividad social.
La alternativa está basada en la regulación en tránsito, mediante la construcción de embalses laterales en el propio sistema de riegos de las Bardenas. Una de las principales ventajas de esta alternativa es la modularidad, al poder irse construyendo los embalses a medida que se vayan aumentando las hectáreas de regadío. Se evita de esta forma un fuerte desembolso inicial necesario para el recrecimiento de Yesa.
Sin embargo, dicha alternativa es descartada por el Gobierno de Aragón que apuestan por rebajar la cota del recrecimiento.

#### Propuesta de rebaja de cota del recrecimiento
Se ha barajado la posibilidad de limitar el recrecimiento a una cota entre 510 m s. n. m. y 512 m s. n. m. ampliando la capacidad del embalse solo hasta los 1100 hm³; a lo cual se unirían otras actuaciones como la construcción de un muro que rodearía Sigüés. 
Un estudio encargado a la Universidad de Alcalá de Henares estima que con esa cota se 

genera un volumen de almacenamiento alto, garantiza una satisfacción adecuada de las demandas, provocando un impacto medio-bajo...  se logra una disminución de la afectación de los ecosistemas más interesantes...  se logra también disminuir al mínimo la afectación de los espacios protegidos (ZEPA del río Aragón); se logra no inundar el casco urbano de Sigüés, evitándose el traslado de dicho pueblo, se afecta mismamente a elementos singulares del patrimonio histórico artístico y se reduce la afección al Camino de Santiago.

Sin embargo, un estudio en profundidad del método usado para evaluar los impactos ha demostrado que 

se manipula el análisis multicriterio para inducir la elección de una alternativa, dando mayor importancia a los elementos situados por encima de la cota 510 m y minusvalorando los que se encuentran por debajo de este nivel... / ...en el análisis multicriterio se rebaja la valoración del Camino de Santiago, afectado en 22 km, pues no se tienen en cuenta las figuras de protección que lo amparan, como las declaraciones de Patrimonio de la Humanidad por la Unesco, de Primer Itinerario Europeo de Interés Cultural por el Consejo de Europa (1987), y de Bien de Interés Cultural.

Con respecto a los problemas geológicos detectados, 

no se realiza una evaluación de los riesgos geológicos y sísmicos, ni se hace un estudio de estabilidad de las laderas.

Con respecto al medio natural, este estudio de cota intermedia 

no se tiene en cuenta la Directiva Hábitats, ni la designación de los Lugares de Importancia Comunitaria de 2006 ..., ni la implantación de la Directiva Marco de Aguas ..., ni la adecuación del proyecto a la planificación contemplada en el Plan Nacional de Regadíos ..., ni se realiza una evaluación conjunta de los impactos del embalse y de la zona regable, acorde con la Directiva y la Ley de Evaluación Ambiental.